# Флинн, Роум
Роум Трумейн Кено Флинн (англ. Rome Trumain Ceno Flynn; род. 25 ноября 1991 года, Спрингфилд, Иллинойс, США) — американский актёр, модель и музыкант. Наиболее известен своей ролью Зенде Форрестера Домингеса в дневной мыльной опере CBS «Дерзкие и красивые», за которую он получил дневную премию «Эмми» в категории «Лучший молодой актёр в драматическом сериале» в 2018 году. Среди других значимых ролей — студент-юрист Гэбриэль Мэддокс в драме ABC «Как избежать наказания за убийство».

## Биография
Флинн смог привлечь внимание кастинг-директоров благодаря активному развитию своего присутствия в социальных сетях. Весной 2014 года Флинн был утверждён на роль в телевизионном фильме «Барабанная дробь 2: Новый бит», который является продолжением фильма 2002 года. Во время съёмок Флинн узнал о рождении своей дочери.
В мае 2015 года Флинн присоединился к актёрскому составу сериала «Дерзкие и красивые» в роли Зенде. В ноябре 2016 года Флинн объявил, что получил роль в киноадаптации романа Гретхен Макнейл «ДЕСЯТЬ», где его партнёршей по съёмочной площадке стала Чайна Энн Макклейн.
В 2017 году Флинн принимал участие в эпизодах криминальных драм CBS «Морская полиция: Новый Орлеан» и «Новый агент Макгайвер». Позднее он присоединился к актёрскому составу сериала OWN «Имущие и неимущие». 17 августа 2017 года Флинн объявил в социальных сетях, что решил покинуть сериал «Дерзкие и красивые» после двух лет работы над ним.
В 2018 году, после появления в финале четвёртого сезона сериала «Как избежать наказания за убийство» в роли Габриэля Мэдокса, Флинн был повышен до основного актёра на пятый сезон.
23 февраля 2021 года было объявлено, что Флинн получил роль Тивина Уэйкфилда во втором сезоне сериала Netflix «Мой сын — супергерой», исполнительным продюсером которого выступил Майкл Б. Джордан. В тот же день стало известно, что Флинн также получил постоянную роль в четвёртом и последнем сезоне сериала Джастина Симиена «Дорогие белые», также распространяемого Netflix.
Флинн присоединился к актёрскому составу сериала Глории Кальдерон Келлерт «С любовью», который производится Amazon Studios. В 2023 году Флинн получил роль постоянного персонажа Деррика Гибсона в сериале NBC «Пожарные Чикаго». Однако сюжетная линия персонажа была короткой, и Флинн покинул проект после шести эпизодов. Хотя он был «опечален» уходом из роли, Флинн выразил надежду на возможность снова поработать с исполнительным продюсером Диком Волфом в будущем. В мае 2024 года Флинн был утверждён на роль реального гангстера Фрэнка Лукаса в сериале «Крестный отец Гарлема».
В пятницу, 14 февраля 2025 года, он принял участие в матче знаменитостей НБА, выступая за команду Бондса под руководством бывшего игрока MLB Барри Бондса. Роум поразил зрителей своими эффектными бросками из-за дуги, дальними трехочковыми, агрессивными проходами к кольцу и неожиданными передачами без взгляда, что привело к его признанию MVP матча знаменитостей. Команда Бондса одержала победу над командой Райса, которую тренировал бывший ресивер НФЛ Джерри Райс, со счетом 66-55.

## Личная жизнь
Флинн имеет кубинские, ирландские и афроамериканские корни. У него есть дочь, Кимико (родилась 12 декабря 2014 года). В 2015 году Кимико появилась вместе с отцом на рождественской фотосессии для журнала CBS Soaps In Depth.

## Фильмография

### Кино
| Год  | Название           | Роль           | Примечания             | Ист. |
| ---- | ------------------ | -------------- | ---------------------- | ---- |
| 2014 | Два раза в день    | Заступник      | Короткометражный фильм |      |
| 2019 | Мэдея на похоронах | Джесси         |                        |      |
| 2019 | 1/2 Нового года    | Епископ Миллер |                        |      |

### Телевидение
| Год       | Название                           | Роль                     | Примечания                                                                 | Ист.   |
| --------- | ---------------------------------- | ------------------------ | -------------------------------------------------------------------------- | ------ |
| 2014      | Барабанная дробь 2: Новый бит      | Леон                     | Телефильм                                                                  |        |
| 2015—2017 | Дерзкие и красивые                 | Зенде Форрестер Домингес | Постоянный состав сериала                                                  |        |
| 2017      | Десять: Остров убийств             | ТиДжей                   | Телефильм                                                                  |        |
| 2017      | Морская полиция: Новый Орлеан      | Джонатан Радд            | Эпизод: «Нокаут»                                                           |        |
| 2017      | Новый агент Макгайвер              | Калей                    | Эпизод: «Фонарик»                                                          |        |
| 2017—2019 | Имущие и неимущие                  | РК                       | Повторяющаяся роль (5–6-й сезоны)                                          |        |
| 2018      | Отсев: Новый мировой порядок       | Джек                     | Веб-фильм                                                                  |        |
| 2018—2020 | Как избежать наказания за убийство | Габриэль Мэддокс         | Гостевая роль: 4-й сезон; основной состав сериала: 5–6-й сезоны; 31 эпизод |        |
| 2019      | Рождественский дуэт                | Джесси Коллинз           | Телефильм                                                                  |        |
| 2020      | Снова вместе                       | Тони Олсен               | Эпизод: «Помните кузину Кению?»                                            |        |
| 2021      | Дорогие белые                      | Дэвид                    | Повторяющаяся роль; 4-й сезон                                              |        |
| 2021      | С любовью                          | Сантьяго Зайас           | Постоянный состав сериала                                                  | [ 24 ] |
| 2022      | Новичок                            | Моррис Макки             | Эпизод: «Конец игры»                                                       |        |
| 2022      | Мой сын — супергерой               | Тевин Уэйкфилд           | Повторяющаяся роль; 2-й сезон                                              |        |
| 2022      | Анатомия страсти                   | Уэндалл Ндугу            | Повторяющаяся роль; 18-й сезон                                             |        |
| 2022      | Виртуальный футбол                 | Андерсон Фишер           | Главная роль; Телефильм                                                    |        |
| 2024      | Пожарные Чикаго                    | Деррик Гибсон            | Повторяющаяся роль; 12-й сезон                                             |        |
| 2025      | Крёстный отец Гарлема              | Фрэнк Лукас              | Повторяющаяся роль; 4-й сезон                                              |        |
| 2025      | Побочный квест                     | Майк                     | Эпизод: «Список желаний»                                                   |        |
| TBA       | Несовершенные женщины              | Джордан                  | Предстоящий сериал                                                         |        |

## Дискография

### Синглы

#### Ведущий артист
| Название          | Год  | Альбом            |
| ----------------- | ---- | ----------------- |
| «Brand New»       | 2019 | Неальбомный сингл |
| «Keep Me In Mind» | 2020 | Неальбомный сингл |
| «Drunk With You»  | 2020 | Неальбомный сингл |
| «Slide»           | 2022 | Неальбомный сингл |

#### Приглашённый артист
| Название                 | Год  | Альбом            | Артист                                 |
| ------------------------ | ---- | ----------------- | -------------------------------------- |
| «Angels»                 | 2021 | The Neon Eon      | Элайджа Блейк при участии Роума Флинна |
| «Can You Stand The Rain» | 2022 | Acoustic Covers   | Уилл Гиттенс при участии Роума Флинна  |
| «I Wanna Know»           | 2023 | Acoustic Covers 2 | Уилл Гиттенс при участии Роума Флинна  |

## Награды и номинации
| Награда                          | Год  | Категория                                                 | Работа / Номинант     | Результат | Ист.   |
| -------------------------------- | ---- | --------------------------------------------------------- | --------------------- | --------- | ------ |
| Дневная премия «Эмми»            | 2018 | Лучший молодой актёр в драматическом сериале              | Дерзкие и красивые    | Победа    | [ 25 ] |
| Black Reel Awards for Television | 2025 | Лучшая мужская роль второго плана в драматическом сериале | Крёстный отец Гарлема | Ожидается | [ 26 ] |